# Cortesana (película)
Cortesana es una película musical mexicana de 1948 escrita y dirigida por Alberto Gout y protagonizada por Meche Barba y Crox Alvarado. Está basada en el bolero homónimo de Agustín Lara.

## Argumento
Una joven es seducida por el marido pianista de su prima cuando la pareja llega a su casa durante una gira. La mujer rompe con su prometido para comenzar un romance prohibido con el marido de su prima.

## Reparto
- Meche Barba
- Crox Alvarado
- Blanca Estela Pavón
- Rubén Rojo
- Gustavo Rojo
- Toña la Negra
- Daniel "Chino" Herrera
- Pepe Delgado
- Leopoldo Francés
- Raúl Guerrero
- David Lama
- Kika Meyer
- Chimi Monterrey

## Comentarios
Segunda película de la rumbera mexicana Meche Barba con el director de cine musical mexicano Alberto Gout. Gout había dirigido a la estrella en la cinta Humo en los ojos (1946), y después de Cortesana la dirigirá en dos cintas más: Lazos de fuego (1948) y La muerte es mi pareja (1952). 
Meche, con infinidad de cambios de vestuario, ejecuta varios números musicales (destaca el número musical Champú de cariño, interpretado por Toña la Negra). Su figura quedó inmortalizada en un cartel publicitario diseñado por el español José Spert.